# Bulgarije op de Olympische Winterspelen 1936
Tijdens de Olympische Winterspelen van 1936, die in Garmisch-Partenkirchen (Duitsland) werden gehouden, nam Bulgarije voor de eerste keer deel.

## Deelnemers en resultaten

### Alpineskiën
| Olympiër          | Discipline     | Resultaat | Prestatie                                           |
| ----------------- | -------------- | --------- | --------------------------------------------------- |
| Borislav Jordanov | combinatie (m) | dnf       | niet gefinisht afdaling: 6.06,4 slalom: 2.06,1+dns  |
| Asen Zankov       | combinatie (m) | dnf       | niet gefinisht afdaling: 10.53,2 slalom: 2.13,5+dns |
| Bojan Dimitrov    | combinatie (m) | dnf       | niet gefinisht afdaling: dq                         |

### Langlaufen
| Olympiër                                                 | Discipline            | Resultaat | Prestatie                               |
| -------------------------------------------------------- | --------------------- | --------- | --------------------------------------- |
| Hristo Kochov                                            | 18 km (m)             | 53e       | 1:32.30                                 |
| Ivan Angelakov                                           | 18 km (m)             | 66e       | 1:41.44                                 |
| Dimitar Kostov                                           | 18 km (m)             | 68e       | 1:42.22                                 |
| Racho Zhekov                                             | 18 km (m)             | 70e       | 1:43.11                                 |
| Hristo Kochov Ivan Angelakov Dimitar Kostov Racho Zhekov | 4x10 km estafette (m) | 15e       | 3:29.39 (56.56 / 50.23 / 48.32 / 51.59) |

Australië · België · Bulgarije · Canada · Duitsland · Estland · Finland · Frankrijk · Griekenland · Groot-Brittannië · Hongarije · Italië · Japan · Joegoslavië · Letland · Liechtenstein · Luxemburg · Nederland · Noorwegen · Oostenrijk · Polen · Roemenië · Spanje · Tsjecho-Slowakije · Turkije · Verenigde Staten · Zweden · Zwitserland